# Петричи
Петричи (укр. Петричі) — село в Красненской поселковой общине Золочевского района Львовской области Украины.
Население по переписи 2001 года составляло 777 человек. Занимает площадь 4,15 км². Почтовый индекс — 80560. Телефонный код — 3264.